# Ruth Smeeth
Ruth Lauren Smeeth  (née Anderson ; le 29 juin 1979) est une femme politique du parti travailliste britannique qui est députée de Stoke-on-Trent North de 2015 à 2019. Elle siège à la Chambre des lords depuis novembre 2022.

## Jeunesse
Smeeth est née à Édimbourg, en Écosse. Sa mère est originaire de l'est de Londres et son père est un syndicaliste écossais. Sa famille maternelle est juive et est arrivée à Londres dans les années 1890, après avoir échappé aux pogroms russes. Cependant, elle n'a aucun contact avec son père après le divorce de ses parents alors qu'elle a trois ans. Smeeth fréquente une école juive à Bristol, où sa mère est plus tard secrétaire générale adjointe d'Amicus et au début de sa vie, elle voyage beaucoup à travers le Royaume-Uni en raison du travail de sa mère .
Smeeth obtient un diplôme en politique et relations internationales de l'Université de Birmingham en 2000 . Elle travaille comme chargée de recherche et politique pour un syndicat  avant d'occuper un poste de relations publiques de janvier 2004 à septembre 2005 chez Sodexo. Elle est ensuite directrice des affaires publiques et des campagnes au Centre de communication et de recherche britannique Israël (BICOM) en novembre 2005 . Elle travaille ensuite dans les relations publiques pour Nestlé. De 2010 à 2015, elle est directrice adjointe de l'organisation antiraciste Hope not Hate. Elle est également employée par le Community Security Trust et travaille pour le Conseil des députés des Juifs britanniques .

## Carrière parlementaire
Smeeth est choisie comme candidate du Parti travailliste pour la circonscription de Burton aux élections générales de 2010, terminant 6 304 voix derrière Andrew Griffiths du Parti conservateur. Elle est ensuite sélectionnée sur une liste restreinte de femmes pour être candidate du Parti travailliste pour Stoke-on-Trent North, après la retraite du député travailliste en exercice Joan Walley et est par la suite élue aux élections générales de 2015.
Smeeth soutient Yvette Cooper lors de l'élection à la direction du parti travailliste de 2015 .
En juin 2016, Smeeth démissionne de son poste de Secrétaire parlementaire privé (PPS) pour les équipes de l'ombre de l'Irlande du Nord et de l'Écosse, aux côtés d'autres, pour protester contre la direction de Jeremy Corbyn. Elle soutient Owen Smith dans sa tentative infructueuse de le remplacer lors des élections à la direction du Parti travailliste (Royaume-Uni) en 2016.
En juin 2016, Smeeth fait campagne pour que le Royaume-Uni reste dans l'Union européenne . Sa circonscription vote pour le Brexit à 72,1%. En novembre 2016, Smeeth déclare: «Je voterai pour que nous passions à l'article 50. Le grand public, en particulier à Stoke-on-Trent, a envoyé un message très clair, certaines parties de ma circonscription votant 80/20 pour partir. Ma priorité et mon objectif sont de savoir comment nous pouvons le faire fonctionner " .
Elle conserve son siège aux élections générales de 2017 avec une majorité très réduite.
En mars 2019, elle démissionne de son poste de PPS de Tom Watson, chef adjoint du parti travailliste, pour voter contre un deuxième référendum sur le Brexit, les travaillistes ayant demandé à ses députés de s'abstenir.
En avril 2019, elle est élue présidente parlementaire du mouvement juif travailliste. Elle est membre des Amis travaillistes d'Israël .
Lors des élections générales de décembre 2019, elle perd son siège au profit du conservateur Jonathan Gullis.
Smeeth soutient Ian Murray lors de l'élection à la direction du parti travailliste de 2020 .

## Vie privée
Smeeth est mariée à Michael Smeeth, un dirigeant d'entreprise. Elle se décrit comme «culturellement juive» . Depuis 2015, elle est membre du conseil d'administration de Hope not Hate .
En juin 2020, elle devient directrice générale d'Index on Censorship, une organisation qui milite pour la liberté d'expression ,.